# Olof Hugo Selling
Olof Hugo Selling ( 2 de noviembre de 1917 - 6 de marzo de 2012) fue un palinólogo, botánico sueco.
Llevó a cabo estudios científicos en Hawái en 1938, y en 1948. Escribió y defendió una tesis doctoral sobre paleobotánica de Hawái. en 1949, se doctoró en Filosofía por la Universidad de Estocolmo; con aquella tesis, y trabajó como profesor asociado de botánica entre 1948 a 1951. Sus primeros análisis de polen y esporas sobre depósitos de sedimentos recogidos por Thor Heyerdahl en 1955, en la isla de Pascua le sirvieron para determinar que esa isla había estado cubierta de bosques de una palmera no identificada.
La madera fue uno de los elementos necesarios para desarrollar la tecnología del transporte y marco de las famosas esculturas moái.

## Algunas publicaciones
axel Wersén, olof hugo Selling. 1957. Falluckan På Riksmuseet. Statstjänstemans Rättsäkerhet i Belysning Av
- andrè Guillaumin, olof hugo Selling. 1952. New Caledonian Plants Collected in 1949. Göteborg. Botanieka trädgard 19 (1 ): 34 pp.

- olof hugo Selling. 1951. A Contribution to the History of the Hawaiian Vegetation. Reimpreso. 30 pp.

- --------------------------. 1947. The Pollens of the Hawaiian Phanerogams. Vol. 38 de Bernice P. Bishop Museum special publication. Ed. Bishop Museum, 430 pp.

- --------------------------. 1946. The Spores of the Hawaiian Pteridophytes. Vol. 37 de Special publication: Bernice P. Bishop Museum. Ed. Bishop Museum, 87 pp.

- --------------------------. 1944. Studies in the Recent and Fossil Species of Schizaea: With Particular Reference to Their Spore Characters. Vol. 16 de Meddelanden fran Goteborgs Botaniska Tradgard. Ed. Elander, 112 pp.

- --------------------------. 1942. The Post-glacial Vegetation History of the Hawaiian Islands. Ed. Elanders, 34 pp.
- La abreviatura «Selling» se emplea para indicar a Olof Hugo Selling como autoridad en la descripción y clasificación científica de los vegetales.[3]